# قائمة مهام فضائية كويكبية
قائمة المهام إلى الكواكب الصغيرة هي قائمة بعثات الرحلات الفضائية إلى الكواكب الصغيرة، وهي فئة من الجسم الفلكي الذي يستثني الكواكب والأقمار والمذنبات، ولكنه يدور حول الشمس. كانت معظم المهمات إلى الكواكب الصغيرة هي الكويكبات أو الكواكب القزمة كانت زيارات المركبات الفضائية إلى الكواكب الصغيرة في الغالب عبارة عن رحلات طيران ، وتراوحت بين بعثات مخصصة إلى رحلات جوية عرضية وأهداف فرصة للمركبات الفضائية التي أكملت بالفعل مهامها. كانت أول مركبة فضائية تزور كويكبًا هي بايونير 10 ، والتي حلقت عبر كويكب غير مسمى في 2 أغسطس 1972 ؛ مواجهة عرضية بعيدة بينما كان المسبار في طريقه إلى كوكب المشتري . كانت أول مهمة مخصصة هي NEAR Shoemaker ، والتي تم إطلاقها في فبراير 1996، ودخلت المدار حوالي 433 إيروس في فبراير 2000، بعد أن حلقت لأول مرة بعد 253 ماتيلد . كانت NEAR أيضًا أول مركبة فضائية تهبط على كويكب ، حيث نجت مما كان من المفترض أن يكون اصطدامًا مع إيروس في الساعة 20:01 يوم 12 فبراير 2001 في نهاية مهمتها المخطط لها. نتيجة لبقائها غير المتوقع، تم تمديد مهمة المركبة الفضائية حتى 1 مارس للسماح بجمع البيانات من السطح.
|  | مركبة فضائية                     | تاريخ الإطلاق                | الكوكب الصغير المستهدف | بعثة                          | حصيلة                             | ملاحظات | صاروخ حامل                      |  |
|  | بايونير 10                       | 2 مارس 1972                  | كويكب بدون اسم         | طار بواسطة                    | غير متاح                          | تحليق عرضي بعيد في طريقه إلى كوكب المشتري ؛ حدث flyby في 2 أغسطس 1972 مع اقتراب أقرب 8.85 مليون كيلومتر (5.5 مليون ميل). | Atlas SLV-3C Centaur-D Star-37E |  |
|  | بايونير 10                       | 2 مارس 1972                  | 307 نايك               | طار بواسطة                    | غير متاح                          | تحليق عرضي بعيد في طريقه إلى كوكب المشتري ؛ حدث flyby في 2 ديسمبر 1972 مع اقتراب أقرب 8.8 مليون كيلومتر (5.4 مليون ميل). | Atlas SLV-3C Centaur-D Star-37E |  |
|  | جاليليو                          | 18 أكتوبر 1989               | 951 جاسبرا             | طار بواسطة                    | ناجح                              | رحلة جوية عرضية في طريقها إلى كوكب المشتري ؛ حدث flyby في 29 أكتوبر 1991 مع أقرب اقتراب من 1،604 كيلومتر (997 ميل) الساعة 22:37 بالتوقيت العالمي المنسق | مكوك الفضاء أتلانتس STS-34/IUS  |  |
|  | جاليليو                          | 18 أكتوبر 1989               | 243 إيدا               | طار بواسطة                    | ناجح                              | تم اكتشاف Dactyl ؛ حدث flyby في 28 أغسطس 1993 مع أقرب اقتراب 2410 كيلومتر (1500 ميل) الساعة 16:51:59 بالتوقيت العالمي المنسق | مكوك الفضاء أتلانتس STS-34/IUS  |  |
|  | كليمنتين(DSPSE)                  | 25 يناير 1994                | 1620 Geographos        | طار بواسطة                    | فشل المركبة الفضائية              | فشل التحكم في الموقف فشل في مغادرة مدار مركزية الأرض بعد المرحلة الأولى من مهمة استكشاف القمر . تم التخطيط لـ Flyby في أغسطس 1994 | تايتان 2 (23) جي                |  |
|  | بالقرب من صانع الأحذية(اكتشاف 1) | 17 فبراير 1996               | 253 ماتيلد             | طار بواسطة                    | ناجح                              | أقرب اقتراب 1212 كيلومترًا (753 ميل) الساعة 12:56 بالتوقيت العالمي المنسق في 27 يونيو 1997 | دلتا II 7925                    |  |
|  | بالقرب من صانع الأحذية(اكتشاف 1) | 17 فبراير 1996               | 433 إيروس              | المدار                        | ناجح في الغالب                    | أسفر الحرق الذي تم إجهاضه قبل ثلاثة أيام من الوصول إلى إيروس عن عدم دخول المدار ، وبدلاً من ذلك حلقت فوق 3827 كيلومتر (2378 ميل) في الساعة 18:41:23 في 23 ديسمبر 1998. تمت إعادة محاولة الإدراج بنجاح في 14 فبراير 2000. الكويكب المتأثر في الساعة 20:01 في 12 فبراير 2001 في نهاية المهمة ، لكنه نجا من التأثير واستمر في العمل على السطح حتى 1 مارس. | دلتا II 7925                    |  |
|  | كاسيني هيغنز                     | 15 تشرين الأول / أكتوبر 1997 | 2685 ماسورسكي          | طار بواسطة                    | غير متاح                          | تحليق عارض بعيد في طريقه إلى زحل ؛ أقرب اقتراب 1.5 مليون كيلومتر (0.9 مليون ميل) في الساعة 09:58 بالتوقيت العالمي المنسق في 23 كانون الثاني (يناير) 2000 | Titan IV (401) B Centaur-T      |  |
|  | ديب سبيس 1                       | 24 أكتوبر 1998               | 4015 ويلسون-هارينجتون  | طار بواسطة                    | فشل المركبة الفضائية              | لم تتمكن من الوصول إلى الكويكب بسبب المركبة الفضائية المحرك أيون عملية تعليقهم في حين أن المشكلة مع المسبار نجمة تعقب تم التحقيق | Delta II 7326                   |  |
|  | ديب سبيس 1                       | 24 أكتوبر 1998               | 9969 برايل             | طار بواسطة                    | فشل جزئي                          | أقرب اقتراب 28.3 كيلومتر (17.6 ميل) في الساعة 4:46 بالتوقيت العالمي المنسق في 29 يوليو 1999. كان من المفترض المرور في غضون 14 كيلومترًا (8.7 ميل) ولكن لم يتم تحقيق ذلك بسبب فشل الكمبيوتر ؛ نتيجة لذلك ، تم إرجاع صور ذات جودة رديئة. تمت إضافة Flyby إلى المهمة بعد فقدان القدرة على الوصول إلى ويلسون-هارينجتون                                     | Delta II 7326                   |  |
|  | ستاردست(اكتشاف 4)                | 7 فبراير 1999                | 5535 أنفرانك           | طار بواسطة                    | ناجح                              | أقرب اقتراب من 3،079 كيلومتر (1،913 ميل) الساعة 4:50:20 بالتوقيت العالمي المنسق في 2 نوفمبر 2002 | دلتا II 7426                    |  |
|  | هايابوسا(MUSES-C)                | 9 مايو 2003                  | 25143 إيتوكاوا         | عودة عينة المدار / المسبار    | فشل جزئي                          | وصلت إلى إيتوكاوا في 12 سبتمبر 2005 ، وهبطت لفترة وجيزة في 19 و 25 نوفمبر ، لكن أخذ العينات فشل في العمل ، وفقد نافذة العودة بسبب انقطاع الاتصالات ، وعاد أخيرًا إلى الأرض في 13 يونيو 2010 | MV                              |  |
|  | مينيرفا                          | 9 مايو 2003                  | 25143 إيتوكاوا         |                               | بالفشل                            | سافروا من هايابوسا في 12 تشرين الثاني (نوفمبر) 2005 ؛ أطلق سراحه بالخطأ بينما كان هايابوسا يبتعد عن إيتوكاوا ؛ وصلت إلى سرعة الهروب وانجرفت إلى مدار حول مركزية الشمس | MV                              |  |
|  | رشيد                             | 2 مارس 2004                  | 28                     |                               | ناجح                              | أقرب اقتراب 800 كيلومتر (500 ميل) في 5 سبتمبر 2008 |                                 |  |
|  | رشيد                             | 2 مارس 2004                  |                        | 21 لوتيتيا                    | ناجح                              | أقرب اقتراب 3،162 كيلومتر (1،965 ميل) في 10 يوليو 2010 | لاندر                           |  |
|  | رشيد                             | 2 مارس 2004                  |                        | 67P / Churyumov – Gerasimenko | ناجح                              | | 67P / Churyumov – Gerasimenko   |  |
|  | ديب امباكت (ديسكفري 7)           | 12 يناير 2005                | (163249) 2002 جي تي    | طار بواسطة                    | فشل المركبة الفضائية (مهمة ممتدة) | مهمة ممتدة ( EPOXI ) ، كان من المتوقع الطيران في عام 2020 ، ولكن فقد الاتصال بالمركبة الفضائية في أغسطس 2013 | دلتا II 7925                    |  |
|  | أطلس الخامس 551                  | 19 يناير 2006                |                        | غير متاح                      |                                   | رحلة جوية عرضية في طريقها إلى بلوتو ، أقرب اقتراب 101،867 كيلومتر (63،297 ميل) الساعة 04:05 بالتوقيت العالمي المنسق في 13 يونيو 2006 | افاق جديدة ( آفاق جديدة )       |  |
|  | هايابوسا 2                       | 3 ديسمبر 2014                | 62173 ريوجو1           | عودة عينة المدار / المسبار    |                                   | وصلت في عام 2018 ، وهبطت في فبراير ويوليو 2019 عادت العينة إلى الأرض في 5 كانون الأول (ديسمبر) 2020 بالتوقيت العالمي المن | H-IIA 202                       |  |
|  | Chang'e-2                        | 1 أكتوبر 2010                | 4179 Toutatis          | نجاح                          |                                   | Flyby في 13 ديسمبر 2012 ، أقرب اقتراب 3.2 كيلومتر (2.0 ميل) | المسيرة الطويلة 3C              |  |

## وصلات خارجية
- List of minor planets and comets visited by spacecraft
- قائمة بعثات المذنبات